# رقص آب
رقص آب (به انگلیسی: The Waterdance) فیلمی محصول سال ۱۹۹۲ و به کارگردانی نیال خیمنز، مایکل استینبرگ است. در این فیلم بازیگرانی همچون اریک استولتس، وسلی اسنایپس، ویلیام فورسایت، هلن هانت، الیزابت پنیا و گریس زابریسکی ایفای نقش کرده‌اند.